# Wandermüde
Wandermüde è un album in studio del musicista tedesco Stephan Mathieu e del musicista britannico David Sylvian, pubblicato nel dicembre 2012.

## Il disco
Interamente strumentale, l'album riprende alcune parti del settimo album di Sylvian, Blemish, e le dilata sino a creare tappeti sonori che attingono dalla musica d'ambiente e dalla drone music.

## Tracce
Musiche di Stephan Matieu e David Sylvian, eccetto dove indicato.
1. Saffron Laudanum
2. Velvet revolution
3. Trauma Ward
4. The Farther Away I Am (Minus 30 Degrees)
5. Dark Pastoral
6. Telegraphed Mistakes
7. Deceleration (Stephan Matieu, David Sylvian, Christian Fennesz)

## Formazione
- David Sylvian - chitarra, sintetizzatore, samples, Ampeg
- Stephan Mathieu - ebowed virginals[1], Farfisa, radio, Fender Twin
- Christian Fennesz - chitarra in Deceleration
- John Tilbury - piano in Dark Pastoral